# Phong trào LGBT

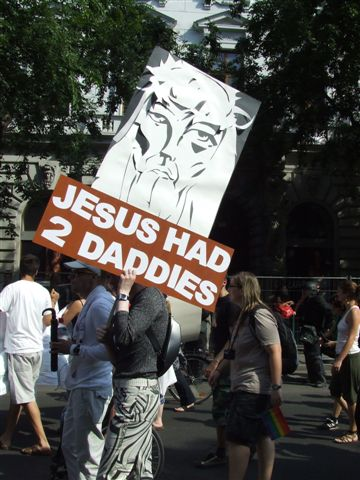
Những người đồng tính ở Budapest giương cao biểu ngữ: "Chúa cũng có hai người cha"

Những phong trào của người đồng tính, song tính luyến ái và hoán tính/chuyển đổi giới tính đều có mục đích chung là đấu tranh để xã hội công nhận những người này. Lịch sử đấu tranh giành quyền của những người LGBT (hoặc quyền người đồng tính) đã có từ rất lâu. Nhiều cộng đồng đã phối hợp với nhau hoặc độc lập trong nhiều hoạt động khác nhau như phong trào giải phóng người đồng tính, quyền phụ nữ đồng tính và các hoạt động của người hoán tính/chuyển đổi giới tính. Không có tổ chức nào là đại diện của tất cả những người LGBT trên thế giới tuy nhiên InterPride hầu như là tổ chức điều phối các hoạt động lễ hội quốc tế về niềm tự hào của cộng đồng này.
Mục tiêu chung là quyền bình đẳng cho người LGBT; xây dựng cộng đồng LGBT, đấu tranh chống đàn áp. Phong trào LGBT ngày nay bao gồm nhiều hoạt động khác nhau như các hoạt động văn hóa, vận động hành lang chính trị, diễu hành đồng tính; các nhóm hỗ trợ và hoạt động xã hội; tạp chí, phim ảnh và văn học; nghiên cứu và báo cáo; và cả các hoạt động kinh doanh.
|  |  |